# Lew Jakowlewitsch Sternberg

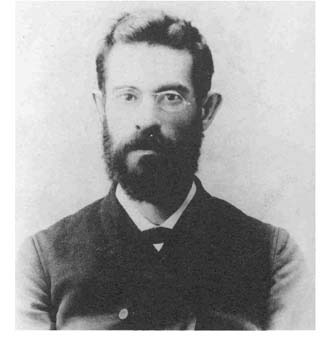
Lev Sternberg

Lew (Chaim Leiba) Jakowlewitsch Sternberg, deutsch Leo Sternberg (geboren 21. April 1861 in Schytomyr, Russisches Kaiserreich; gestorben 14. August 1927 in Duderhof, heute Moschaiski bei Krasnoje Selo, Russland) war ein russisch-sowjetischer Ethnograph, der von 1889 bis 1897 die Niwchen (Giljaken), Uilta („Oroken“) und Ainu auf Sachalin und in Sibirien für das American Museum of Natural History in New York City erforschte. Er war aktiv in jüdischen Bewegungen, ein begeisterter Marxist und als Student Theoretiker des Terrorismus.

## Leben
Aus einer wohlhabenden jüdischen Familie stammend schloss sich Lew Sternberg früh den Narodnaja Wolja an. Er wurde vom naturwissenschaftlichen Studium in Sankt Petersburg ausgeschlossen, 1886 während seiner Abschlussexamina an der juristischen Fakultät in Odessa auch als Narodnik (Volkstümler) verhaftet. Sternberg wurde für drei Jahre in Odessa inhaftiert und zehn Jahre in die Verbannung in den Norden der Insel Sachalin geschickt. Er konnte seine Promotion 1898 nachholen. Auf Sachalin lebte er zuletzt in Wjachtu, in der Nähe einer Siedlung von Niwchen, Sternberg lernte die Sprache und durfte Feldforschung betreiben. 1897 begnadigt erhielt er zwei Jahre später eine Anstellung am Museum für Anthropologie und Ethnographie und dozierte an der Universität Sankt Petersburg. Nach der Oktoberrevolution eröffnete er auf Sachalin ein ethnologisches Museum. 1924 wurde er korrespondierendes Mitglied der Russischen Akademie der Wissenschaften. Eine seiner Schülerinnen war Glafira Wassilewitsch.

## Veröffentlichungen (Auswahl)
- Die Religion der Giljaken. In: Archiv für Religionswissenschaft. Band 8, 1905, S. 244–274 und S. 456–473. Aus dem russischen Manuskript übersetzt von A. von Peters. Digitalisat
- The Social Organization of the Gilyak. New York 1999. Vorwort von Bruce Grant, S. XXIII–LVI.
- "Divine Election in Primitive Religion." Congrès International des Américanistes, Compte-Rendu de la XXIe session, Pt. 2 (1924). Göteborg, 1925; S. 475 ff.
- Semja i rod. Moskau/Leningrad 1933.